# Governatorato di Mogilëv
Il governatorato di Mogilёv (in russo Могилёвская губерния?) era una gubernija dell'Impero russo, che occupava grosso modo il territorio dell'attuale Voblasc' di Mahilëŭ. Istituito nel 1772, dopo la prima spartizione della Polonia, esistette fino al 1917 e nel 1918 venne unito al governatorato di Smolensk. Il capoluogo era Mogilёv.